# Lepiężnik różowy
Lepiężnik różowy (Petasites hybridus) – gatunek rośliny z rodziny astrowatych. Występuje w całej niemal Europie – bez północnych krańców kontynentu, Portugalii i wysp na Morzu Śródziemnym), poza tym w południowo-zachodniej Azji – w rejonie Kaukazu, Turcji i Iranu. Występował też w północnej Afryce w Algierii, ale tam wymarł. Introdukowany rośnie w Ameryce Północnej w New Hampshire. W Polsce jest pospolity na południu, zwłaszcza w Karpatach, rozpowszechniony na zachodzie i północy, ale miejscami rzadki w centrum i na północnym wschodzie.

## Morfologia

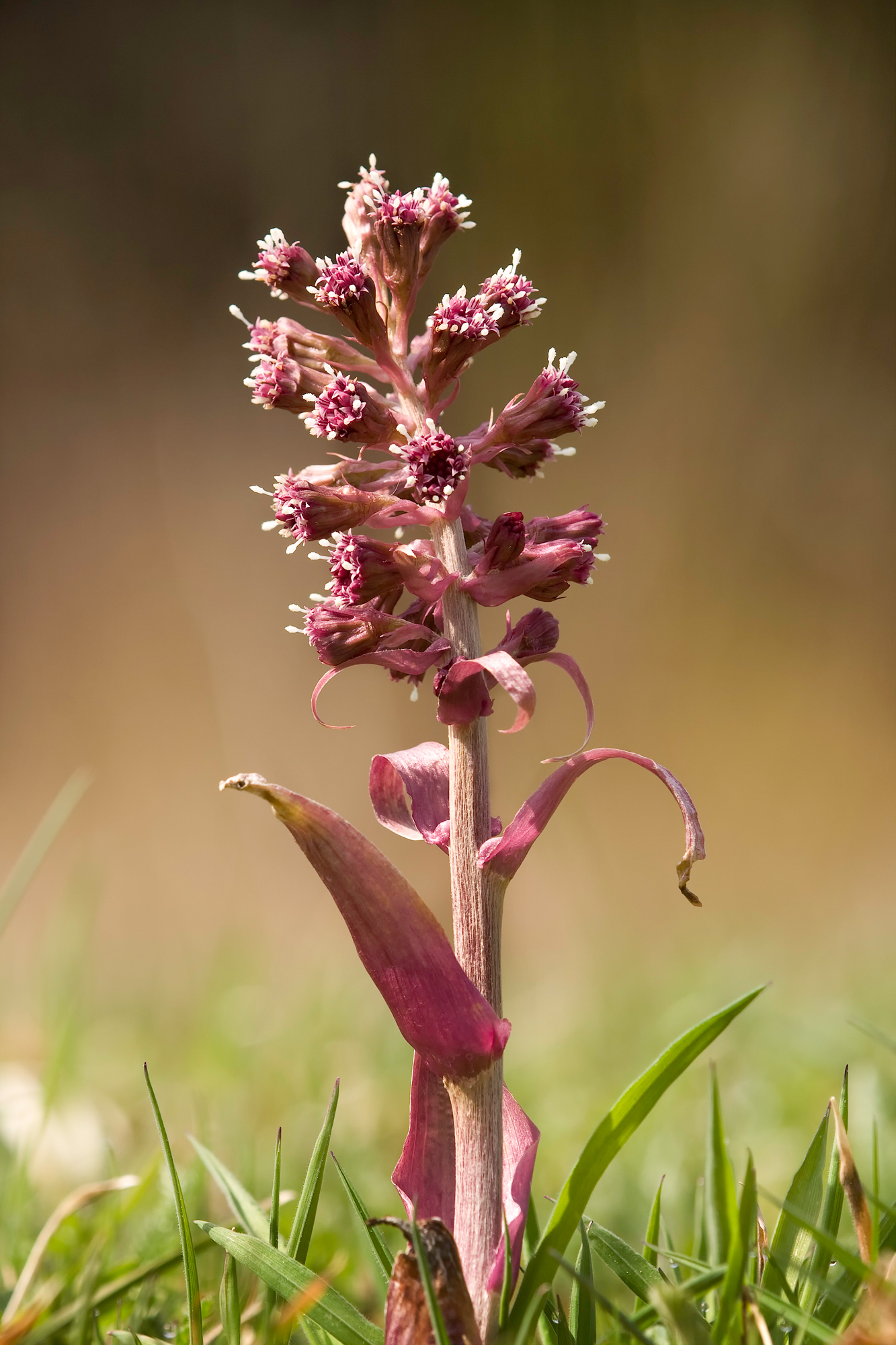
Pęd z kwiatostanem

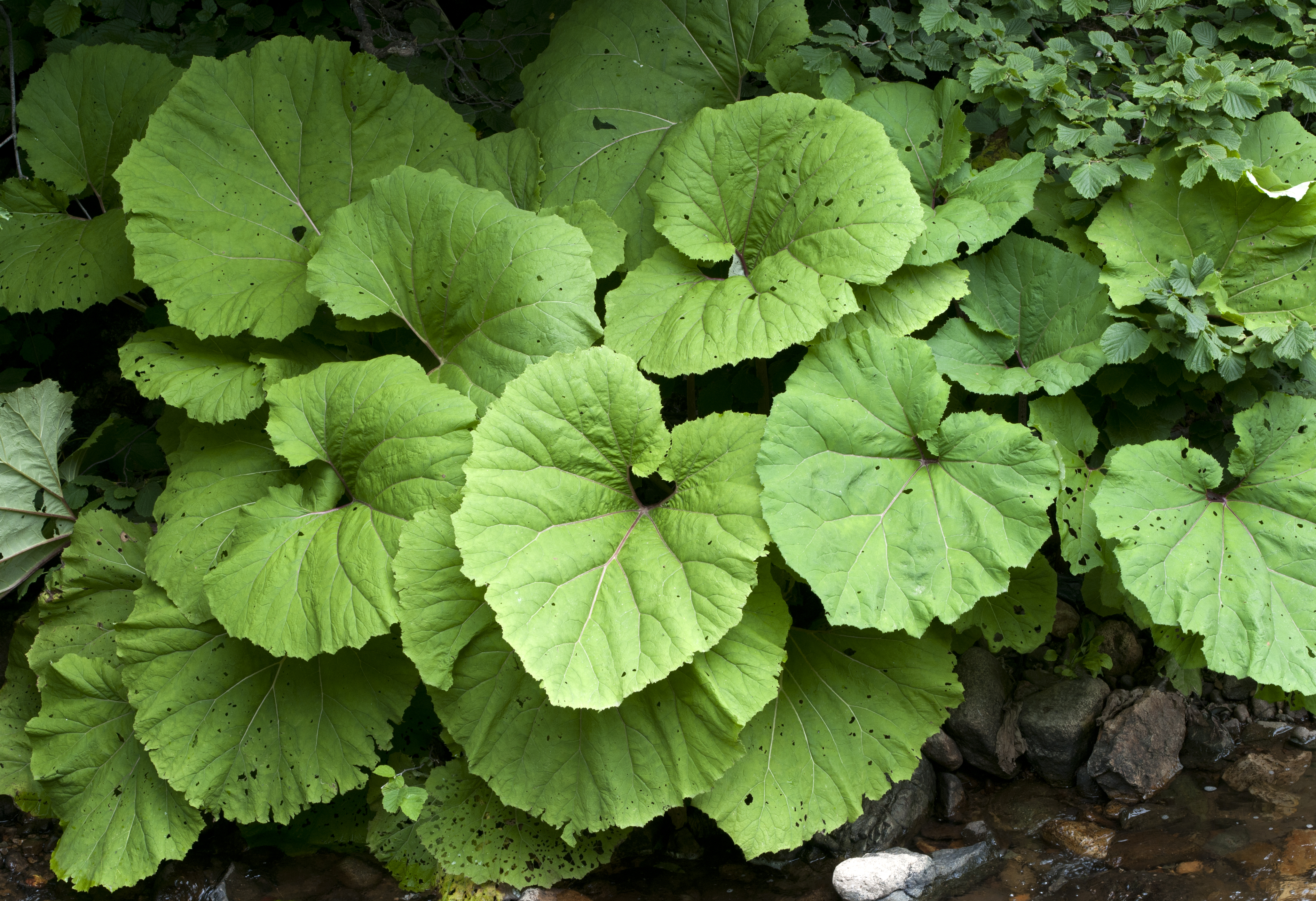
Liście

Część podziemnaPosiada duże, walcowate i zgrubiałe kłącze o nieprzyjemnym zapachu.
ŁodygaMa grubą, mięsistą łodygę kwiatostanową, na której skrętolegle wyrastają na wiosnę bezogonkowe, lancetowate, różowe łuski, które podczas rozwoju rośliny stopniowo zielenieją, przekształcając się w małe liście. Czerwonawa łodyga jest zawsze pojedyncza i prosto wzniesiona.
LiścieOprócz niewielkich liści łodygowych, lepiężnik wytwarza też liście odziomkowe wyrastające bezpośrednio z kłącza. Liście te rozwijają się dopiero po przekwitnięciu kwiatów. Podobnie jak liście odziomkowe lepiężnika białego Petasites albus, są największymi liśćmi wśród roślin dziko rosnących w Polsce. Osiągają średnicę nawet 60 cm. Mają długie ogonki, wyrastające z kłącza pionowo lub ukośnie do góry. Ich blaszka liściowa o sercowato-nerkowatym kształcie jest nierówno ząbkowana i na dolnej powierzchni u młodych liści pokryta gęstym, krótkim kutnerem. Wydzielają charakterystyczny, nieprzyjemny zapach.
KwiatyJest to jedna z najwcześniej kwitnących wiosną roślin. Już w marcu można dostrzec wyłaniające się z gruntu grube pąki tej rośliny. Zakwita jeszcze przed rozwojem liści. Drobne kwiaty zebrane są w koszyczki, a te w grona na szczycie łodygi. Występuje niepełna dwupienność. Na niektórych okazach występują głównie kwiaty żeńskie, a na niektórych dominują kwiaty męskie. Kwiaty żeńskie składają się tylko ze słupka o długiej szyjce, oraz z puchu (powstałego z przekształconego okwiatu). Kwiaty męskie mają koronę z 5 płatkami, zrośniętymi dołem w rurkę, pręciki zrośnięte w rurkę, oraz niepłodny słupek. Koszyczki z przewagą kwiatów żeńskich są większe (średnica ok. 1 cm) od koszyczków z przewagą kwiatów męskich, które mają średnicę ok. 0,5 cm. Jasnoróżowe kwiaty, podobnie jak liście, wydzielają słabą woń.
OwocNiełupki o długości 6–8 mm, wyposażone w białożółty puch, ułatwiający przenoszenie ich przez wiatr.

## Biologia i ekologia
Bylina, geofit i hemikryptofit. Kwitnie od marca do maja.  Rośnie na brzegach rowów i strumieni, na źródliskach, wilgotnych łąkach i w zaroślach. Często tworzy rozległe skupienia. Preferuje gleby próchniczne, okresowo podmakające. Jest rośliną charakterystyczną dla Ass. Phalarido-Petasitetum hybridi.

## Zmienność
Poza podgatunkiem nominatywnym występującym w całym zasięgu gatunku wyróżniany jest jeden podgatunek – subsp. ochroleucus (Boiss. & A.Huet) Šourek, występujący na Ukrainie i w krajach Bałkańskich.